# Myrvoll Station
Myrvoll Station (Myrvoll stasjon) er en norsk jernbanestation på Østfoldbanen i Oppegård Kommune. Stationen består af to spor med hver sin sideliggende perron med læskure samt en parkeringsplads. Stationen ligger 119,5 m.o.h., 15,78 fra Oslo S. Den betjenes af NSB's lokaltog mellem Stabekk og Ski.
Stationen åbnede som trinbræt 8. juli 1919. Oprindeligt hed den Myrvold, men den skiftede navn til Myrvoll i april 1921. Den blev opgraderet til station 22. maj 1932 men nedgraderet til holdeplads 17. oktober 1940. Den blev nedgraderet til trinbræt 13. juni 1966 og gjort fjernstyret 27. juni 1988. Den første stationsbygning er revet ned. Den anden blev opført i 1930 efter tegninger af NSB Arkitektkontor.